# Xixuthrus jakli
Xixuthrus jakli es una especie de escarabajo longicornio del género Xixuthrus, categorizada en la tribu Macrotomini, de la subfamilia Prioninae. Fue descrita por Titarenko & Zubov en 2018.

## Descripción
Mide 79-88 mm de longitud.

## Distribución
Se distribuye por Indonesia.